# NGC 286
NGC 286 (другие обозначения — MCG −2-3-34, NPM1G −13.0038, AM 0051-132, PRC C-4, PGC 3142) — линзообразная галактика (S0) в созвездии Кит.
Этот объект входит в число перечисленных в оригинальной редакции Нового общего каталога.
Галактика входит (вместе с NGC 284, NGC 285 и ещё несколькими галактиками) в группу галактик USGC S031 , которая, в свою очередь, входит в скопление галактик [S85]542.